# (5940) Feliksobolev
(5940) Feliksobolev ist ein Asteroid des Hauptgürtels, der am 8. Oktober 1981 von der russischen Astronomin Ljudmila Iwanowna Tschernych am Krim-Observatorium in Nautschnyj (IAU-Code 095) etwa 30 km von Simferopol entfernt entdeckt wurde.
Der Asteroid gehört zur Eos-Familie, einer Gruppe von Asteroiden, welche typischerweise große Halbachsen von 2,95 bis 3,1 AE aufweisen, nach innen begrenzt von der Kirkwoodlücke der 7:3-Resonanz mit Jupiter, sowie Bahnneigungen zwischen 8° und 12°. Die Gruppe ist nach dem Asteroiden (221) Eos benannt. Es wird vermutet, dass die Familie vor mehr als einer Milliarde Jahren durch eine Kollision entstanden ist.
Der Himmelskörper wurde nach dem sowjetischen Filmregisseur Felix Michailowitsch Sobolew (1931–1984) benannt, der überwiegend Dokumentarfilme realisierte.